# Пащенко, Дмитрий Яковлевич
Дмитрий Яковлевич Пащенко (1912 год — дата смерти неизвестна) — старшина моторного бота плавучего краборыбоконсервного завода «Константин Суханов» Дальморепродукта Министерства рыбного хозяйства СССР, Приморский край. Герой Социалистического Труда (1971).
Досрочно выполнил личные социалистические обязательства и плановые производственные задания Восьмой пятилетки (1965—1970). Указом Президиума Верховного Совета СССР от 26 апреля 1971 года «за выдающиеся успехи, достигнутые в выполнении заданий пятилетнего плана по развитию рыбного хозяйства» удостоен звания Героя Социалистического Труда с вручением ордена Ленина и золотой медали Серп и Молот.
Дата смерти не установлена.